# Lucrezia d’Alagno
Lucrezia d’Alagno (* um 1430 in Neapel; † 23. September 1479 in Ischia) war eine italienische Adlige und Mätresse von König Alfons V. von Aragón, zugleich König von Neapel und Sizilien.

## Biographie
Lucrezia war die Tochter von Nicola d’Alagno, Signore di Torre Annunziata, und dessen Frau Covella Toraldo. Sie war die Geliebte von König Alfons V. (1396–1458). Er überhäufte ihre Familie mit Ländereien und Titel, sie selber bekam die Insel Ischia 1442 als Geschenk. 1450 bat König Alfons V. den Papst Kalixt III., seine Ehe mit Prinzessin Maria von Kastilien (1401–1458) zu annullieren, doch die vorgeschobenen Gründe reichten nicht aus. Lucrezia wurde trotzdem wie eine Königin am neapolitanischen Hof behandelt und machte ihn zu einem kulturellen Mittelpunkt.